# Quinto Antonio Merenda
Quinto Antonio Merenda (Roma, ... – ...; fl. V secolo a.C.) è stato un politico romano del V secolo a.C..

## Tribunato
Nel 422 a.C. fu eletto al tribunato consolare con Lucio Papirio Mugillano e Lucio Manlio Capitolino.
In quell'anno il tribuno della plebe Lucio Ortensio citò in giudizio Gaio Sempronio Atratino per la conduzione della campagna bellica contro i Volsci dell'anno prima, ma vi desistette per l'opposizione di quattro suoi colleghi tribuni della plebe.